# None More Black
None More Black – punk rockowy zespół z New Jersey, stworzony przez wokalistę/gitarzystę zespołu, Jason Shevchuk po rozpadzie jego poprzedniej grupy, Kid Dynamite. Jason opuścił Kid Dynamite, by ukończyć szkołę aktorską. Jednak wrodzony talent muzyczny pozwolił mu w tym czasie pisać nowe kawałki, grając je ze współlokatorem basistą, Danem. W 2000 roku znaleźli drugiego gitarzystę oraz bębniarza. Jednak ten skład nie utrzymał się, gdy w 2001 Jason i Dan zatrudnili na drugiego gitarzystę brata Shevchuka, Jeffa, oraz znaleźli nowego perkusistę. Jednak po nagraniu pierwszego demo dla Sub Division Records, skład znów się rozpadł, zostawiając tylko braci Shevchuk. Ostatecznie w 2002, po jeszcze kilku zmianach grupa uformowała się na stałe. Na basistę wybrano Paula z Kill Your Idols. Nagrali kilka kawałków, które zostały porozsyłane po różnych wytwórniach. W końcu Fat Wreck Chords z Kalifornii zgodziło się wydać ich debiutancki album File Under Black.

## Członkowie zespołu
- Jason Shevchuk
- Paul Delaney
- Jared Shavelson
- Colin McGinniss

## Byli członkowie zespołu
- Jeff Shevchuk - gitara
- Mike McEvoy - perkusja
- David Wagenschutz - perkusja
- Emmett Menke - perkusja

## Dyskografia

### Albumy
- File Under Black (Fat, 2003) - LP
- This Is Satire (Fat, 2006) - LP
- Icons (Fat, 2010) - LP

### Dema
- None More Black (Demo) - 2002

### Single
- Seven Inch (Spaceboy, 2001) - 7"
- Loud About Loathing (Sabot, 2004) - EP

### Kompilacje
- In Honor: A Compilation To Beat Cancer (Vagrant, 2004) - "They Got Milkshakes"
- Rock Against Bush Vol. 1 (Fat, 2004) - "Nothing To Do When You're Locked In A Vacancy"
- Prisoners Of War: A Benefit For Peter Young (The Saturday Team, 2007) - "Burning Up The Headphones"